# Eduard Rabe

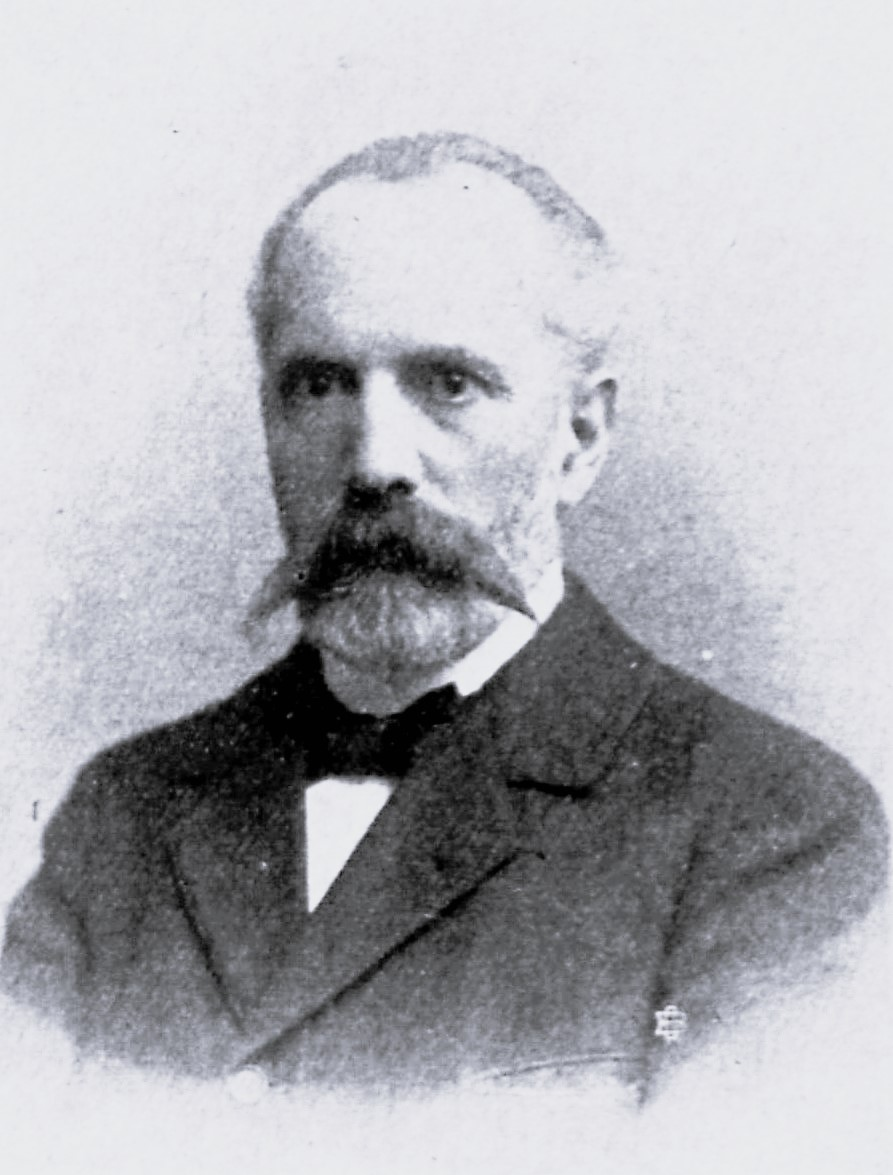
Eduard Rabe

Eduard Friedrich Wilhelm Rabe (* 29. August 1844 in Schwerin; † 5. Juni 1920 in Lübeck) war Kaufmann und Senator der Hansestadt Lübeck.

## Leben

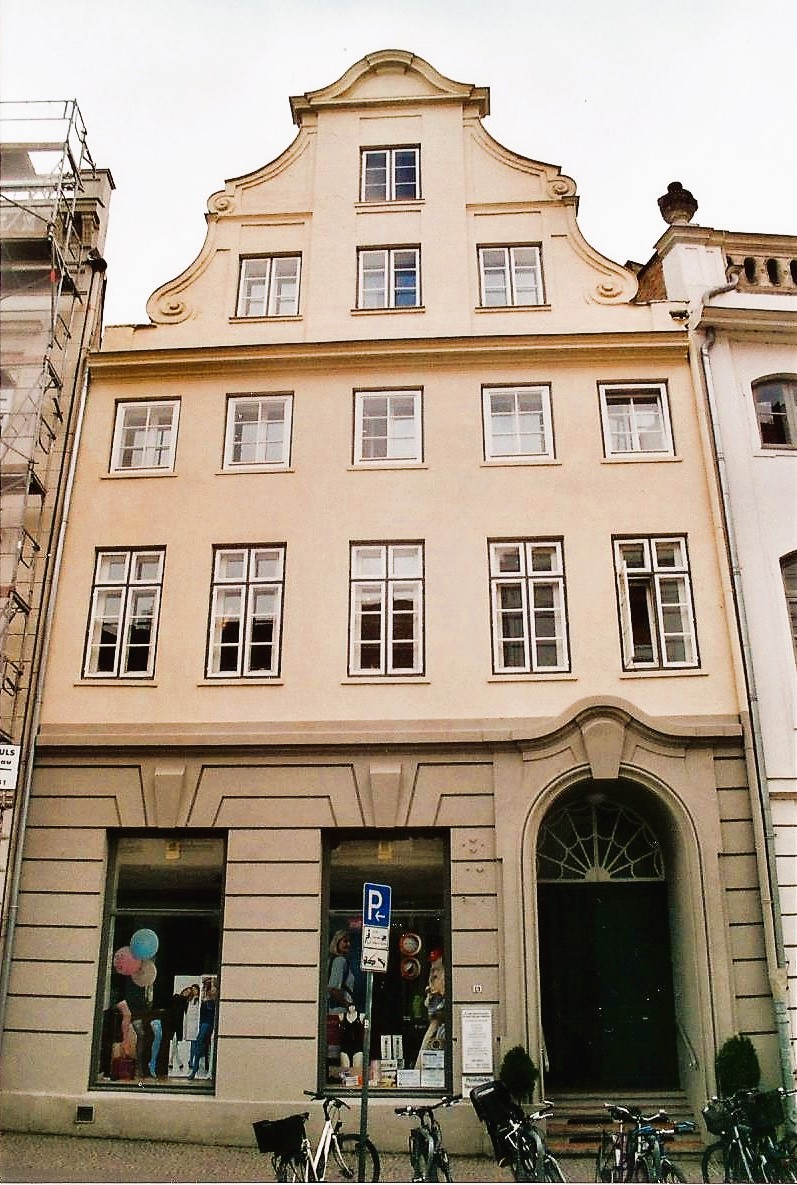
Rabes Wohn- und Geschäftshaus

### Laufbahn
Rabe besuchte das Gymnasium und begann im Anschluss seine kaufmännische Ausbildung. Er siedelte im Jahre 1865 in die Hansestadt über und schloss seine Ausbildung bei den großen Firmen H. L. Behncke und A. Behn & Sohn ab. Fortan arbeitete er im Kolonialwarengeschäft H. Drefalt und wurde 1870 dessen Senior. Unter ihm gelangte es zur Blüte. Als er es einmal verlassen sollte, hatte es sich zum Handelshaus H. Drefalt & Co fortentwickelt.
Nach dem Erwerb des lübeckischen Bürgerrechtes im Jahre 1869 trat Rabe 1874 der Kaufmannschaft bei und wurde 1885 in die Bürgerschaft gewählt. Dort ist er wiederholt in den Bürgerausschuss gewählt worden. Er war 1901 bis 1903 der erste Stellvertreter des Wortführers der Bürgerschaft, von 1903 bis 1904 Stellvertreter des Wortführers des Bürgerausschusses, 1904 bis 1905 Wortführer des Bürgerausschusses und ab Dezember 1905 Wortführer der Bürgerschaft. 12 Jahre gehörte er der Steuerbehörde und der Baudeputation, seit 1895 der Finanzdeputation (Sektion für Häuser und Plätze, Abteilung Travemünde) als bürgerlicher Deputierter an.
Seit 1889 war Rabe verschiedentlich Mitglied der Handelskammer. Sein Name sollte untrennbar mit dem Elbe-Trave-Kanal verbunden sein und wurde entsprechend gewürdigt. So wurde er nach der Fertigstellung des Kanals zweimal zum Präses der Kammer ernannt. Als der Großherzogs von Mecklenburg-Schwerin während seiner ersten Amtsperiode, sie war in den Jahren von 1901 bis 1902. am 25. Oktober 1902 in der Stadt war, wurde Rabe in dessen Anwesenheit das Ehrenkreuz des Greifenordens verliehen. Der Deutsche Nautische Vereins ernannte ihn am 6. März 1904 zu seinem stellvertretenden Präses. Sein Nachfolger im Amte war Hermann Wilhelm Fehling. Als dieser zwei Jahre später zum dritten Male aus dem Amt scheiden sollte, verlieh Rabe, als stellvertretender Präses, auf einstimmigen Beschluss der Kammer hin in seiner letzten Versammlung im Amt Kaufmannschaft am 30. Dezember 1904 deren Ehrendenkmünze als höchste Auszeichnung der Lübecker Handelskammer aus. Nach Fehling wurde Rabe von 1905 bis 1906 wieder zum Präses ernannt.
Der Name der Stadt war mit Kreuzer Lübeck seit 1904 wieder, wie einst in der alten Reichskriegsflotte vom Jahre 1848 die Korvette Lübeck, in der Marine vertreten. Zum Besuch seiner Patenstadt hatte die Körperschaft ein Geschenk in Form einer Bowle angefertigt. Als er 1905 endlich in der Hansestadt einlief, hatte es der in diesem Jahr amtierende Präses um ein von seiner Tochter gemaltes Gemälde der Korvette erweitert. Es fand seinen Platz in der Offiziersmesse.
Zum Zeitpunkt seiner Erwählung in den Lübeckischen Senat, 1905, war Rabe, der seit 1898 Mitglied des Kirchenvorstandes von St. Jacobi gewesen ist, Vorsitzender desselben. Zudem gehörte er der Vorsteherschaft des Heiligen-Geist-Hospitals und dem Aufsichtsrat der Deutschen Lebensversicherungs-Gesellschaft, der Dampfschiffs-Reederei „Horn“, sowie der neu gegründeten Aktiengesellschaft Hochofenwerk Lübeck an.

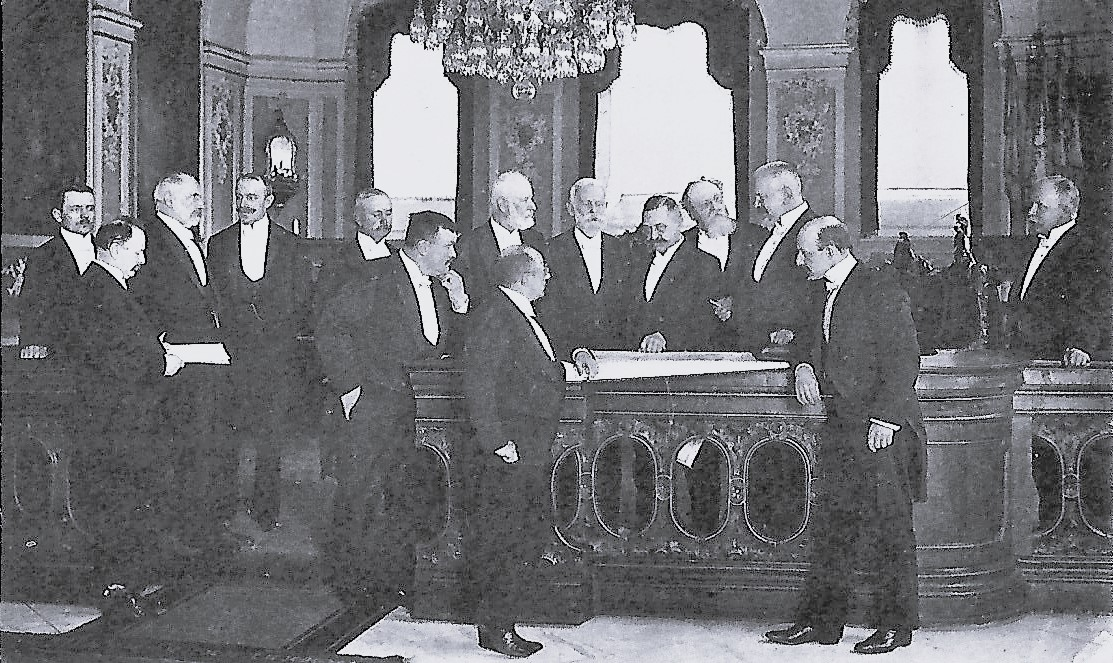
Beginn einer Senatssitzung

An die Stelle des im Dezember des Vorjahres in den Ruhestand getretenen Senators Bertling wurde am 8. Januar unter der Beachtung der verfassungsmäßigen Vorschriften Rabe neu gewählt und am 10. nach geschehener Eidesleistung in den Senat in Gegenwart des Bürgerausschusses eingeführt. Die Ernennung war insofern etwas besonderes, da er in einem Alter stand, in dem sonst selten noch die Wahl eines Senatsmitgliedes erfolgte. Bemerkenswert bei der Einführung war auch, dass erstmals die Reden des präsidierenden Bürgermeisters und des neuen Senatsmitgliedes im Wortlaut publiziert wurden.
Somit wurde Rabe Mitglied des Ausschusses für Gewerbe- und Versicherungswesen, der Reservatskommission und Rathausverwaltung, der Kommission für Handel und Schifffahrt, Zollkommission, stellvertretend in der Kommission für Angelegenheiten der Armenverbände, Rekursbehörde für Gewerbesachen, Finanzdepartement, Steuerbehörde, Kirchhofsbehörde, Irrenanstalt und war mit zuständig für die v. Brömbsen-Testamente.
Am 22. Juli 1906 wurde Rabe in die gemäß §2 der neuen Friedhofs- und Begräbnisordnung zu bildende Behörde als Abgeordneter des Senats entsandt.
Auf der Hauptversammlung der Lübecker Privatbank vom 14. Februar 1907 wurde Rabe in deren Aufsichtsrat gewählt.

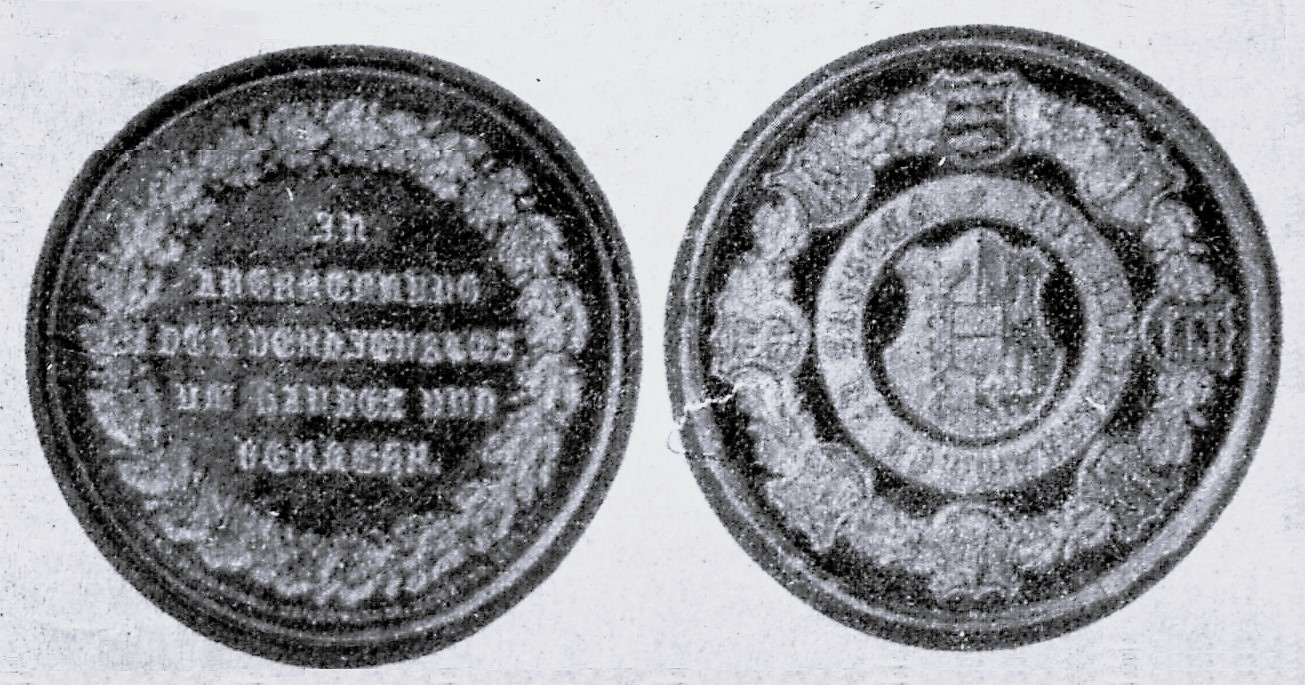
Ehrendenkmünze der Handelskammer zu Lübeck

Die Stiftung der Ehrengedenkmünze der Handelskammer erfolgte am 29. Februar 1876 mit dem Zwecke, Männer, die sich um den Handel, die Schifffahrt und den Verkehr Lübecks hervorragende Dienste erworben hatten, besonders auszuzeichnen. Es gibt sie in silberner und goldener Ausprägung. Zu Rabes 70. Geburtstag im Jahre 1914 wurde ihm die goldene Ehrengedenkmünze von der Kammer verliehen.
Während der lübeckischen Umwälzungen am Ende des Ersten Weltkriegs wurden am 11. November 1918 vom Senat die Anträge der Senatoren Johann Georg Eschenburg, Johann Hermann Eschenburg und Eduard Rabe auf deren Übertritt in den Ruhestand angenommen.
Für Rabes Verdienste als Senator, besonders um die Lübecker Liegenschaften, wurde ihm 1918 die Gedenkmünze Bene Merenti als höchste Auszeichnung des Senats verliehen.

### Familie
Rabe war seit 1870 verheiratet mit Helene Auguste Johanne, geb. Struck (* 1848 in Kronstadt) Das Paar hatte vier Töchter und einen Sohn.

## Nachlass
Seine völkerkundliche Sammlung mit rund 100 Exponaten aus Indien und Papua-Neuguinea gelangte nach seinem Tod in die Völkerkundesammlung der Hansestadt Lübeck, wo sie den Zweiten Weltkrieg überstand und bis heute verwahrt wird.